# 喬爾托里亞
喬爾托里亞（羅馬化：Chortoryia）是乌克兰切爾諾夫策州維日尼察區布魯斯尼齊亞市鎮的村庄。

## 历史
2020年7月17日，烏克蘭實施行政區劃改革，基茨曼區被取消，该村成为维日尼察区的一部分。

## 出身名人
- 伊萬·米科萊丘克（1941年—1987年），乌克兰演员、制片人、编剧